# Ionikos Nikea
Der griechische Fußballverein PAE Ionikos (griechisch ΠΑΕ Ιωνικός Νίκαια) wurde 1965 gegründet und ist in Nikea, einem nördlichen Vorort von Piräus, beheimatet. In der Saison 2021/22 spielt man in der Super League Greece, der ersten griechischen Fußballliga.

## Geschichte
Im Juni 1965 wurden durch den damaligen Präsidenten Alex Meraklidis die Clubs „Nikea Sport Union“ und „Aris“ zusammengeführt und fusionierten zum „Ionikos F.C“. Bereits im ersten Jahr des Bestehens schaffte man den Aufstieg in die 2. Griechische Liga durch eine für viele überraschend gute Leistung.
1989 stieg Ionikos in die 1. Liga auf, wo Nikos Kanellakis den Verein übernahm und neuer Präsident wurde. 2007 stieg der Verein in die zweite Liga ab. Beste Platzierungen des Klubs waren zwei fünfte Plätze in den Saisons 1996/97 und 1997/98. In der Spielzeit 1999/2000 nahm der Klub zum bislang einzigen Mal am UEFA-Pokal teil und schied in der ersten Runde gegen den FC Nantes aus.
Insgesamt verbrachte man 16 Jahre in der Erstklassigkeit. 2011 folgte der Zwangsabstieg in die vierte Liga, 2021 gelang die Rückkehr in die höchste griechische Spielklasse.

## Europapokalbilanz
| Saison    | Wettbewerb | Runde    | Gegner    | Gesamt | Hin     | Rück    |
| --------- | ---------- | -------- | --------- | ------ | ------- | ------- |
| 1999/2000 | UEFA-Pokal | 1. Runde | FC Nantes | 1:4    | 1:3 (H) | 0:1 (A) |

Gesamtbilanz: 2 Spiele, 2 Niederlagen, 1:4 Tore (Tordifferenz −3)

## Bekannte Spieler
- Craig Brewster (1996–2001)
- Arjan Beqaj (2003–2006)
- Carlos Fangueiro (2007)

## Trainer
- Gerd Prokop (1992)
- Oleh Blochin (1994–1997, 1999–2002)
- Kostas Polychroniou (1999)